# Ronde van Zwitserland 2015
De 79e editie van de Ronde van Zwitserland (Tour de Suisse) werd verreden van 13 tot en met 21 juni 2015. De wedstrijd maakt deel uit van de UCI World Tour 2015. Simon Špilak won de 9 daagse rittenkoers, Tom Dumoulin was de beste Nederlander op plek 3. Titelverdediger was Rui Costa, die de ronde driemaal op rij had weten te winnen.

## Deelnemende ploegen
| 17 UCI World Tour-ploegen | 17 UCI World Tour-ploegen | 17 UCI World Tour-ploegen | 2 wildcards           |
| ------------------------- | ------------------------- | ------------------------- | --------------------- |
| AG2R La Mondiale          | Giant-Alpecin             | Movistar                  | CCC Sprandi Polkowice |
| Astana                    | IAM Cycling               | Orica-GreenEdge           | Wanty-Groupe Gobert   |
| BMC Racing Team           | Katjoesja                 | Team Sky                  |                       |
| Cannondale-Garmin         | Lampre-Merida             | Tinkoff-Saxo              |                       |
| Etixx-Quick Step          | LottoNL-Jumbo             | Trek Factory Racing       |                       |
| FDJ                       | Lotto Soudal              |                           |                       |
|                           |                           |                           |                       |
|                           |                           |                           |                       |

## Etappe-overzicht

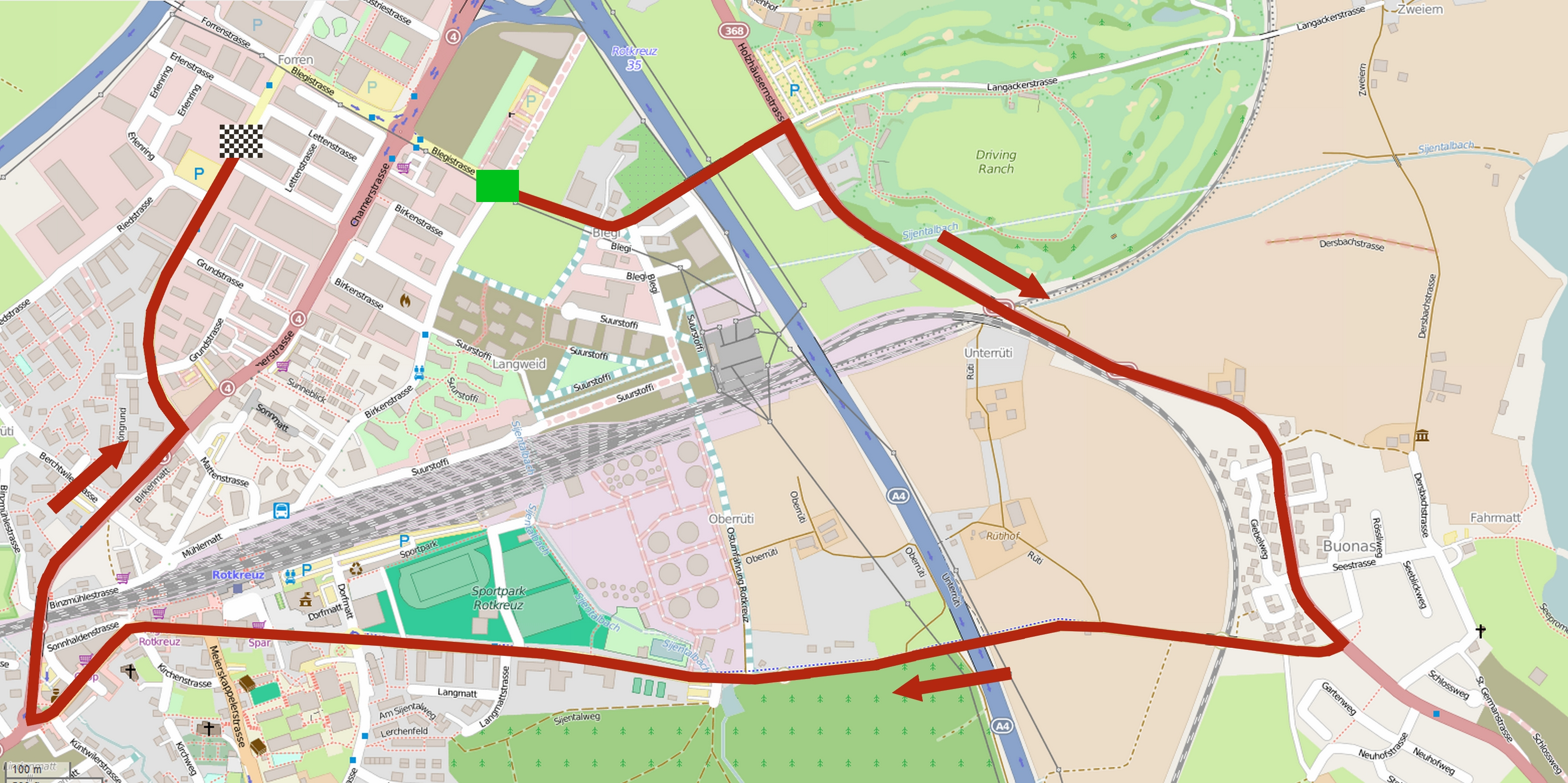

| Etappe | Type                | Datum   | Start                   | Aankomst                   | Afstand  | Winnaar            | Ploeg           | Klassementsleider |
| ------ | ------------------- | ------- | ----------------------- | -------------------------- | -------- | ------------------ | --------------- | ----------------- |
| 1e     | Individuele tijdrit | 13 juni | Risch-Rotkreuz          | Risch-Rotkreuz             | 5,1 km   | Tom Dumoulin       | Giant-Alpecin   | Tom Dumoulin      |
| 2e     | Heuvelrit           | 14 juni | Risch-Rotkreuz          | Risch-Rotkreuz             | 161,1 km | Kristijan Đurasek  | Lampre-Merida   | Tom Dumoulin      |
| 3e     | Heuvelrit           | 15 juni | Quinto                  | Olivone                    | 117,3 km | Peter Sagan        | Tinkoff-Saxo    | Tom Dumoulin      |
| 4e     | Heuvelrit           | 16 juni | Flims                   | Schwarzenbach              | 193,2 km | Michael Matthews   | Orica-GreenEdge | Tom Dumoulin      |
| 5e     | Bergrit             | 17 juni | Unterterzen/Flumserberg | Sölden/Rettenbachgletscher | 237,3 km | Thibaut Pinot      | FDJ.fr          | Thibaut Pinot     |
| 6e     | Vlakke rit          | 18 juni | Wil                     | Biel/Bienne                | 193,1 km | Peter Sagan        | Tinkoff-Saxo    | Thibaut Pinot     |
| 7e     | Vlakke rit          | 19 juni | Biel/Bienne             | Düdingen                   | 164,6 km | Alexander Kristoff | Katjoesja       | Thibaut Pinot     |
| 8e     | Heuvelrit           | 20 juni | Bern                    | Bern                       | 152,5 km | Aleksej Loetsenko  | Astana          | Thibaut Pinot     |
| 9e     | Individuele tijdrit | 21 juni | Bern                    | Bern                       | 38,4 km  | Tom Dumoulin       | Giant-Alpecin   | Simon Špilak      |

## Etappe uitslagen

### 1e etappe
| Risch-Rotkreuz - Risch-Rotkreuz (5 km) (ITT) |                   |                     |       |
| Plaats                                       | Naam              | Ploeg               | Tijd  |
| Winnaar                                      | Tom Dumoulin      | Giant-Alpecin       | 5'41" |
| 2                                            | Fabian Cancellara | Trek Factory Racing | 2"    |
| 3                                            | Matthias Brändle  | IAM Cycling         | 4"    |
|                                              |                   |                     |       |
| 6                                            | Greg Van Avermaet | BMC Racing Team     | 5"    |

| Algemeen klassement |                   |                     |       |
| Plaats              | Naam              | Ploeg               | Tijd  |
| Gele trui           | Tom Dumoulin      | Giant-Alpecin       | 5'41" |
| 2                   | Fabian Cancellara | Trek Factory Racing | 2"    |
| 3                   | Matthias Brändle  | IAM Cycling         | 4"    |
|                     |                   |                     |       |
| 6                   | Greg Van Avermaet | BMC Racing Team     | 5"    |

### 2e etappe
| Risch-Rotkreuz - Risch-Rotkreuz (161,1 km) |                        |                     |          |
| Plaats                                     | Naam                   | Ploeg               | Tijd     |
| Winnaar                                    | Kristijan Đurasek      | Lampre-Merida       | 3u36'52" |
| 2                                          | Daniel Moreno          | Katjoesja           | 4"       |
| 3                                          | Julián David Arredondo | Trek Factory Racing | z.t.     |
|                                            |                        |                     |          |
| 9                                          | Tom Dumoulin           | Giant-Alpecin       | z.t.     |
| 11                                         | Ben Hermans            | BMC Racing Team     | 14"      |

| Algemeen klassement |                |                 |          |
| Plaats              | Naam           | Ploeg           | Tijd     |
| Gele trui           | Tom Dumoulin   | Giant-Alpecin   | 3u42'37" |
| 2                   | Geraint Thomas | Team Sky        | 7"       |
| 3                   | Daniel Moreno  | Katjoesja       | 11"      |
|                     |                |                 |          |
| 16                  | Ben Hermans    | BMC Racing Team | 32"      |

### 3e etappe
| Quinto - Olivone (117 km) |               |               |          |
| Plaats                    | Naam          | Ploeg         | Tijd     |
| Winnaar                   | Peter Sagan   | Tinkoff-Saxo  | 3u00'36" |
| 2                         | Daniel Moreno | Katjoesja     | z.t.     |
| 3                         | Thibaut Pinot | FDJ.fr        | z.t.     |
|                           |               |               |          |
| 5                         | Tom Dumoulin  | Giant-Alpecin | z.t.     |
| 11                        | Jan Bakelants | AG2R          | z.t.     |

| Algemeen klassement |               |               |          |
| Plaats              | Naam          | Ploeg         | Tijd     |
| Gele trui           | Tom Dumoulin  | Giant-Alpecin | 6u43'12" |
| 2                   | Daniel Moreno | Katjoesja     | 5"       |
| 3                   | Peter Sagan   | Tinkoff-Saxo  | z.t.     |
|                     |               |               |          |
| 16                  | Ben Hermans   | BMC           | 32"      |

### 4e etappe
| Flims - Schwarzenbach (193,2 km) |                   |                 |          |
| Plaats                           | Naam              | Ploeg           | Tijd     |
| Winnaar                          | Michael Matthews  | Orica-GreenEdge | 4u36'00" |
| 2                                | Peter Sagan       | Tinkoff-Saxo    | z.t.     |
| 3                                | Greg Van Avermaet | Lotto Soudal    | z.t.     |
|                                  |                   |                 |          |
| 10                               | Robert Gesink     | LottoNL-Jumbo   | z.t.     |

| Algemeen klassement |               |               |           |
| Plaats              | Naam          | Ploeg         | Tijd      |
| Gele trui           | Tom Dumoulin  | Giant-Alpecin | 11u19'09" |
| 2                   | Peter Sagan   | Tinkoff-Saxo  | z.t.      |
| 3                   | Daniel Moreno | Katjoesja     | 8"        |
|                     |               |               |           |
| 16                  | Ben Hermans   | BMC           | 35"       |

### 5e etappe
| Unterterzen/Flumserberg - Rettenbachferner (237 km) |                    |                  |          |
| Plaats                                              | Naam               | Ploeg            | Tijd     |
| Winnaar                                             | Thibaut Pinot      | FDJ.fr           | 6u22'47" |
| 2                                                   | Domenico Pozzovivo | AG2R La Mondiale | 34"      |
| 3                                                   | Simon Špilak       | Katjoesja        | 37"      |
|                                                     |                    |                  |          |
| 10                                                  | Tom Dumoulin       | Giant-Alpecin    | 1'37"    |
| 21                                                  | Ben Hermans        | BMC Racing Team  | 3'57"    |

| Algemeen klassement |                |               |           |
| Plaats              | Naam           | Ploeg         | Tijd      |
| Gele trui           | Thibaut Pinot  | FDJ.fr        | 17u42'01" |
| 2                   | Geraint Thomas | Team Sky      | 47"       |
| 3                   | Simon Špilak   | Katjoesja     | 50"       |
|                     |                |               |           |
| 7                   | Tom Dumoulin   | Giant-Alpecin | 1'32"     |
| 17                  | Ben Hermans    | BMC           | 4'27"     |

### 6e etappe
| Wil - Biel (193 km) |                    |               |          |
| Plaats              | Naam               | Ploeg         | Tijd     |
| Winnaar             | Peter Sagan        | Tinkoff-Saxo  | 4u34'43" |
| 2                   | Jürgen Roelandts   | Lotto Soudal  | z.t.     |
| 3                   | Alexander Kristoff | Katjoesja     | z.t.     |
|                     |                    |               |          |
| 17                  | Tom Dumoulin       | Giant-Alpecin | 7"       |

| Algemeen klassement |                |               |           |
| Plaats              | Naam           | Ploeg         | Tijd      |
| Gele trui           | Thibaut Pinot  | FDJ.fr        | 22u16'51" |
| 2                   | Geraint Thomas | Team Sky      | 42"       |
| 3                   | Simon Špilak   | Katjoesja     | 50"       |
|                     |                |               |           |
| 7                   | Tom Dumoulin   | Giant-Alpecin | 1'32"     |
| 17                  | Ben Hermans    | BMC           | 4'27"     |

### 7e etappe
| Biel - Düdingen (164 km) |                    |               |          |
| Plaats                   | Naam               | Ploeg         | Tijd     |
| Winnaar                  | Alexander Kristoff | Katjoesja     | 3u38'07" |
| 2                        | Peter Sagan        | Tinkoff-Saxo  | z.t.     |
| 3                        | Davide Cimolai     | Lampre-Merida | z.t.     |
|                          |                    |               |          |
| 4                        | Greg Van Avermaet  | Lotto Soudal  | z.t.     |
| 13                       | Tom Dumoulin       | Giant-Alpecin | z.t.     |

| Algemeen klassement |                    |                  |           |
| Plaats              | Naam               | Ploeg            | Tijd      |
| Gele trui           | Thibaut Pinot      | FDJ.fr           | 25u55'03" |
| 2                   | Geraint Thomas     | Team Sky         | 37"       |
| 3                   | Domenico Pozzovivo | AG2R La Mondiale | 50"       |
|                     |                    |                  |           |
| 7                   | Tom Dumoulin       | Giant-Alpecin    | 1'27"     |
| 17                  | Ben Hermans        | BMC Racing Team  | 4'27"     |

### 8e etappe
| Bern - Bern (152 km) |                   |                  |          |
| Plaats               | Naam              | Ploeg            | Tijd     |
| Winnaar              | Aleksej Loetsenko | Astana           | 3u28'11" |
| 2                    | Jan Bakelants     | AG2R La Mondiale | 1"       |
| 3                    | Warren Barguil    | Giant-Alpecin    | 17"      |
|                      |                   |                  |          |
| 13                   | Tom Dumoulin      | Giant-Alpecin    | 2'11"    |

| Algemeen klassement |                |                  |           |
| Plaats              | Naam           | Ploeg            | Tijd      |
| Gele trui           | Thibaut Pinot  | FDJ.fr           | 29u25'28" |
| 2                   | Geraint Thomas | Team Sky         | 34"       |
| 3                   | Simon Špilak   | Katjoesja        | 47"       |
|                     |                |                  |           |
| 6                   | Tom Dumoulin   | Giant-Alpecin    | 1'24"     |
| 16                  | Jan Bakelants  | AG2R La Mondiale | 3'54"     |

### 9e etappe
| Bern - Bern (38 km) (ITT) |                   |                     |        |
| Plaats                    | Naam              | Ploeg               | Tijd   |
| Winnaar                   | Tom Dumoulin      | Giant-Alpecin       | 48'36" |
| 2                         | Simon Špilak      | Katjoesja           | 18"    |
| 3                         | Fabian Cancellara | Trek Factory Racing | 19"    |
|                           |                   |                     |        |
| 21                        | Dries Devenyns    | IAM Cycling         | 2'05"  |

| Algemeen klassement |                |                 |           |
| Plaats              | Naam           | Ploeg           | Tijd      |
| Gele trui           | Simon Špilak   | Katjoesja       | 30u15'09" |
| 2                   | Geraint Thomas | Team Sky        | 5"        |
| 3                   | Tom Dumoulin   | Giant-Alpecin   | 19"       |
|                     |                |                 |           |
| 17                  | Ben Hermans    | BMC Racing Team | 6'19"     |

## Klassementenverloop
| Etappe         | Algemeen klassement · | Puntenklassement · | Bergklassement · | Ploegenklassement |
| -------------- | --------------------- | ------------------ | ---------------- | ----------------- |
| 1              | Tom Dumoulin          | Tom Dumoulin       | niet uitgereikt  | IAM Cycling       |
| 2              | Tom Dumoulin          | Tom Dumoulin       | Luka Pibernik    | Astana            |
| 3              | Tom Dumoulin          | Daniel Moreno      | Thomas De Gendt  | Team Sky          |
| 4              | Tom Dumoulin          | Peter Sagan        | Thomas De Gendt  | Astana            |
| 5              | Thibaut Pinot         | Peter Sagan        | Thomas De Gendt  | Team Sky          |
| 6              | Thibaut Pinot         | Peter Sagan        | Thomas De Gendt  | Team Sky          |
| 7              | Thibaut Pinot         | Peter Sagan        | Thomas De Gendt  | Team Sky          |
| 8              | Thibaut Pinot         | Peter Sagan        | Thomas De Gendt  | Team Sky          |
| 9              | Simon Špilak          | Peter Sagan        | Thomas De Gendt  | Team Sky          |
| Eindklassement | Simon Špilak          | Peter Sagan        | Thomas De Gendt  | Team Sky          |

## Eindklassementen
|  |

### Algemeen klassement
| Plaats    | Naam               | Ploeg               | Tijd      |
| --------- | ------------------ | ------------------- | --------- |
| Gele trui | Simon Špilak       | Katjoesja           | 30u15'09" |
| 2         | Geraint Thomas     | Team Sky            | +5"       |
| 3         | Tom Dumoulin       | Giant-Alpecin       | +19"      |
| 4         | Thibaut Pinot      | FDJ.fr              | +45"      |
| 5         | Domenico Pozzovivo | AG2R La Mondiale    | +2'21"    |
| 6         | Bob Jungels        | Trek Factory Racing | +2'58"    |
| 7         | Miguel Angel Lopez | Astana              | +3'06"    |
| 8         | Steve Morabito     | FDJ.fr              | +3'17"    |
| 9         | Robert Gesink      | LottoNL-Jumbo       | +3'19"    |
| 10        | Rafał Majka        | Tinkoff-Saxo        | +3'20"    |
|           |                    |                     |           |
| 17        | Ben Hermans        | BMC Racing Team     | +6'19"    |

### Puntenklassement
| Plaats      | Naam              | Ploeg         | Tijd |
| ----------- | ----------------- | ------------- | ---- |
| Zwarte trui | Peter Sagan       | Tinkoff-Saxo  | 43   |
| 2           | Tom Dumoulin      | Giant-Alpecin | 28   |
| 3           | Aleksej Loetsenko | Astana        | 23   |
|             |                   |               |      |
| 5           | Jürgen Roelandts  | Lotto Soudal  | 20   |

### Bergklassement
| Plaats      | Naam            | Ploeg         | Tijd |
| ----------- | --------------- | ------------- | ---- |
| Blauwe trui | Thomas De Gendt | Lotto Soudal  | 33   |
| 2           | Thibaut Pinot   | FDJ.fr        | 22   |
| 3           |                 |               |      |
|             |                 |               |      |
| 27          | Tom Dumoulin    | Giant-Alpecin | 5    |

## Uitvallers
- Etappe 2:  Javier Moreno
- Etappe 4:  Philippe Gilbert,  Xu Gang
- Etappe 5:  David López Garcia,  Jon Izagirre,  Davide Malacarne,  Michael Matthews
- Etappe 7:  Enrico Gasparotto,  Julien Vermote
- Etappe 8:  Mario Costa,  Jasper Stuyven,  Lars Petter Nordhaug,  Nikias Arndt,  Igor Antón,  Jurgen Van den Broeck,  Jasper De Buyst,  Kenny Dehaes,  Maxime Monfort,  Jakob Fuglsang,  Baqtïyar Qojatajev,  Guillaume Bonnafond,  Frederik Backaert,  Jerome Baugnies,  Mirko Selvaggi,  Bernhard Eisel,  Niccolò Bonifazio,  Sebastien Chavanel,  Arnaud Demare
- Etappe 9:  Fränk Schleck,  Daniele Bennati,  Michael Mørkøv,  Alex Howes